# El Diario Punctilio
El Diario Punctilio es un periódico ficiticio sensacionalista que aparece en Una serie de eventos desafortunados, de Lemony Snicket.

## Descripción
"El Diario Punctilio" fue mencionado por primera vez en La villa vil, cuando los Baudelaire viajaban hacia una ciudad llamada La Aldea de los devotos a las aves. Se sabe según el libro que este diario suele publicar información errónea. Desde que la gente de la aldea pretendía quemar a Jacques Snicket creyéndolo ser el Conde Olaf, este periódico o sus reporteros de mala fama han seguido a los huérfanos Baudelaire por todas partes a lo largo de su viaje más allá de La villa vil. Este periódico, editado por Eleanora Poe y llevado al exterior por la reportera líder Geraldine Julienne, la cual intenta hacer que los lectores crean que los huérfanos Baudelaire son los verdaderos asesinos de Jacques Snicket, quien fue confundido con el Conde Olaf, al que por segunda vez le llaman erróneamente el "Conde Omar". En cada libro desde La villa vil, los Baudelaire son forzados a ocultar sus verdaderas identidades, aunque de todas formas el diario publicó mal sus nombres, llamándolos: "Veronica, Kylde, y Susie Baudlaire." Los lectores fieles al diario Punctilio siguieron la historia de los huérfanos, (mediante este falso periódico) desde la La Aldea de los devotos a las aves hasta el hotel Denouement, en El penúltimo peligro. 
En la Autobiografía No Autorizada, se muestran partes de las críticas de obras teatrales que Lemony Snicket escribía para el Diario Punctilio. Él fue despedido por Eleanora Poe, redactora jefe, después de que él publicó una crítica en la que se mofaba de la poca habilidad de actuación que tenía Esmé Miseria en una de las obras de Al Funcoot (un anagrama de Conde Olaf). Snicket intentó publicar un último artículo, pero Eleanora Poe lo descubrió. También, en la Autobiografía No Autorizada se muestran otras partes del periódico, en donde se implica que el Conde Olaf o uno de sus ayudantes modificó artículos que incluían investigaciones hechas por los voluntarios. 
Por último, al parecer el Diario Punctilio le ha causado algunos problemas a VFD que directamente no se relacionan con los Baudelaire. Geraldine Julienne escribió numerosos artículos sobre una organización llamado "Organizaciones Secretas Que Debe Conocer." En la Autobiografía No Autorizada, se muestran algunos minutos de una reunión de VFD, los miembros discutían sobre donde sería su nuevo cuartel ya que uno de los artículos del diario había publicado donde se encontraba su "cuartel secreto". Esta fue la única información que el Diario Punctilio había impreso correctamente. También se dijo que en la reunión de VFD se encontraba un espía entre ellos, probablemente era el Conde Olaf.

## El Personal
- Eleanora Poe

La redactora jefe.
- Geraldine Julienne

La reportera estrella.
- Lemony Snicket

El Crítico en drama.
- Jacques Snicket

Un reportero.

## Artículos y Anuncios que aparecen en el DiarioPunctilio

### Noticias Malas
(De alguna manera en un orden cronológico)
Verificando el defecto de Fernald (Verifying Fernald's Defection) 
Un artículo de Jacques Snicket en el que explica que Fernald "Widdershins" incendió el Acuático Anwhistle.
Granja lechera incendiada
Este artículo relata como en la Granja lechera Valerosa(Valorous Farms Dairy) la mansión Snicket, fue destruida durante una tormenta, incendiada por un relámpago.
Existe una ilustración la cual el Detective Smith afirma que es del incendio Snicket.
De hecho fue incendiada por los ayudantes del Conde Olaf disfrazados como vacas.
En realidad es del incendio Baudelaire.
¡El barco sale temprano!::Este artículo relata como El Prospero se va del muelle Daedalus tres horas antes de la hora citada, abandonando a los pasajeros (incluyendo a una mujer llamada E.) dejándolos parados en la rampa de abordar. Un marino que se encontraba en el barco gritó las palabras: "Fase Dos" y "¡Rayos!"
Esmé Miseria.
La Fase Dos se refiere al segundo plan de Olaf para robar la fortuna de los Baudelaire.
¡El Autobús Llega Tarde!
Este artículo sólo fue mencionado.
¡Asesinato en el Aserradero de la Suerte!
Este artículo relata como el Conde Olaf y uno de sus, "ayudantes que experimenta pérdida de cabello" fueron responsables de la muerte de la Dra. Georgina Orwell, y también se mencionó que uno de los Voluntarios llegó a investigar el incidente.
¡Accidente en el Aserradero de la Suerte!
Este artículo relata como los detectives Smith, Jones, y Smithjones investigarón la muerte "accidental" de la Dra. Georgina Orwell, concluyendo que lo peor de la experiencia fue que uno de los detectives había derramado su cafe. ¡Se creyó que la misteriosa persona que llegó antes que los detectives fue Lemony Snicket! ¡Y también que el derrame de café del detective no fue accidental!
¡Gemelos secuestrados por el Conde Omar!
Este artículo relata como Esmé Miseria y los gemelos Duncan e Isadora Quagmire son capturados por el Conde Omar
Esmé Miseria se fue con el Conde Olaf por su propia voluntad.
Los Quagmires son trillizos.
Conde Olaf.
¡Los Huérfanos Baudelaire andan sueltos!
Este artículo relata como los huérfanos Baudelaire asesinaron al Conde Omar y escaparón de la Aldea de los devotos a las aves.
La víctima fue, Jacques Snicket (el cual fue asesinado por el Conde Olaf).
Baudelaire Asesinos
Este artículo relata básicamente lo mismo que el de arriba.

### Épocas financieras
La única sección de El Diario Punctilio que lee el Sr. Poe.

### Sección de música
La única sección de El Diario Punctilio que lee el Subdirector Nerón.

### Columnas
Organizaciones Secretas Que Debe Conocer
Una columna publicada por Geraldine Julienne en la que revela la localización de uno de los cuarteles de V.F.D..

### "Un Aviso"
Aviso de Eleanora
Esmé Miseria, haciéndose pasar por Eleanora Poe, escribe un artículo de disculpa hacia los lectores del Diario Punctilio por el artículo "grosero" que Lemony Snicket publicó, añadiendo que lo despidió del diario.
El Segundo Aviso de Eleanora
De nuevo Esmé publica otro artículo haciéndose pasar por Eleanora, disculpándose por el último intento de Snicket de publicar otro artículo en el Diario.

### La Sección de Teatro: "Una Noche en el Teatro"
El mundo aquí, es tranquilo/Una Última Advertencia a Aquellos Que Intentan Ponerse en Mi Camino Crítica
Lemony Snicket se queja de que el musical El mundo aquí, es tranquilo ha sido modificado ajustándose al proyecto de Olaf, al igual que el cambio de nombre de la obra Una Última Advertencia a Aquellos Que Intentan Ponerse en Mi Camino.
Explicaciones de Snicket
Lemony Snicket intenta explicar que la razón por la cual la redactora jefe lo despidió fue porque en realidad ella no es Eleanora Poe, en realidad es Esmé Miseria. También se dijo que Geraldine era parte de ello, ¡¡ella estaba trabajando para Esmé Miseria!!

### Otros Artículos
Artículo del libro
Un artículo que dice que los siguientes libros son peligros para los niños:
- Ramona Quimby, edad 8, por Beverly Cleary.
- Matilda, por Roald Dahl.
- Ivan Lachrymose: Explorador de Lagos, por Vincent Francis Doyle.
- Los Cuentos de hadas de Grimm, por los Hermanos Grimm.
- Mansiones Verdes, por W. H. Hudson.
- La poesía en Código de Edgar Allan Poe, por Edgar Allan Poe.
- Perdí Algo en el Cine, por Lena Pukalie.
- Nueve Historias, por J. D. Salinger.
- La Historia del Aserradero de Paltryville, por el Señor.
- Una serie de catastróficas desdichas, por Lemony Snicket.
- La Telaraña de Charlotte, por E. B. White.
- La Pequeña Casa en los Grandes Bosques, por Laura Elizabeth Ingalls Wilder.

Artículo de Telegrama
Un artículo que advierte que recibir telegramas puede ser peligroso.
Artículo de poste de teléfono
Un artículo que advierte que tener postes de teléfono es peligroso, por lo tanto deberían ser cortados.
Caigpaky Uning Clontogto Yilld Ytem Cees
Un artículo de una investigación sobre Células madre por Beeryl Grystraderg, el cual menciona al Dr. Michael West, al igual que al Presidente Bush.

### Obituarios
Lemony Snicket, Autor y Fugitivo
El obituario falso de Lemony Snicket.

### Otros posibles artículos de Geraldine Julienne
- Doctor y Enfermera Explican la Historia de un Cuchillo
- ¡El Hospital Heimlich Casi Olvida el Papeleo!
- El Asesino Intenta Asesinar a un Asesino
- Los Asesinos Baudelaire Incendian Papeleo
- Asesinos Capturados en la Mitad Aun No Terminada del Hospital por Profesionales Médicos Bien Organizados
- El Conde Olaf Idea Un Plan Para un Espectáculo de Leones
- Entrevista Exclusiva con el Conde Olaf, Quien No es el Conde Omar, El Cual Esta Muerto
- ¡Fenómenos empujados al hoyo de Leones!
- ¡Mujer Increíblemente Glamorosa y Hermosa se Queja por el Servicio del Hotel!
- Esmé Miseria, ¡La Persona Mas Glamorosa Jamás Existida!
- ¡La Pirata soldado super héroe vaquera jugadora de pelota Aprende a Escupir!
- ¡Todos son Inocentes!

### Avisos
- Un aviso en el que se venden trajes de tres partes en una tienda que vende solamente Mantas Indias.
- Un aviso para el Restaurante llamado "Verdadero restaurante francés" (Veritable French Diner)V.F.D. en el número 141 de la Avenida Oscura.

- Datos: Q3700892